# Racomitrium joseph-hookeri
Racomitrium joseph-hookeri là một loài Rêu trong họ Grimmiaceae. Loài này được Frisvoll mô tả khoa học đầu tiên năm 1988.